# Kite (Schiff)
HMS Kite (U87) war eine Sloop der modifizierten Black-Swan-Klasse der britischen Royal Navy. Sie war eines von mehreren Schiffen dieser Klasse, die an dem in Großbritannien berühmt gewordenen six-in-one trip (deutsch etwa: „sechs auf einer Fahrt“) unter dem Kommando von Frederic John Walker teilnahmen, als im Januar/Februar 1944 sechs deutsche U-Boote (alle vom Typ VIIC) auf einer Patrouille versenkt werden konnten: U-592 am 31. Januar, U-762 am 8. Februar, U-734 und U-238 am 9. Februar, U-424 am 11. Februar sowie U-264 am 19. Februar.

## Geschichte
Das Schiff wurde bei Cammell Laird in Birkenhead gebaut. Am 13. Oktober 1942 wurde es vom Stapel gelassen und am 1. März 1943 in Dienst gestellt. Die Kite war das elfte Schiff der Royal Navy, das die englische Bezeichnung des Milan als Namen trug. Zuletzt hatte ein kleines Kanonenboot der Ant-Klasse von 250 ts den Namen im Dient der Navy geführt.

Die Bauwerft hatte zuvor mit der im Dezember 1942 abgelieferten Cygnet schon ein weiters Schiff dieser Kasse gebaut.

Seit dem 6. April 1943 gehörte die Kite zur 2nd Support Group, die von Captain Frederic John Walker auf der Starling geführt wurde.

### Beteiligung derKitean der Versenkung von deutschen U-Booten
Die Kite nahm an der Versenkung folgender deutscher U-Boote teil:
- 24. Juni 1943: Versenkung von U 449 nordwestlich von Kap Ortegal durch Wasserbomben zusammen mit den Schwesterschiffen Wren, Woodpecker, und Wild Goose (Totalverlust)
- 30. Juli 1943: Versenkung von U 462 im Golf von Biskaya durch eine Handley Page Halifax und Wasserbomben von HMS Wren, HMS Woodpecker, HMS Wild Goose und HMS Woodcock (1 Toter)
- 30. Juli 1943: Versenkung von U 504 im Nordatlantik vor Kap Ortegal durch Wasserbomben zusammen mit Woodpecker und Wild Goose (Totalverlust)
- 6. November 1943: Versenkung von U 226 im Nordatlantik, östlich von Neufundland, durch Wasserbomben zusammen mit Starling und Woodcock. (51 Tote)
- 9. Februar 1944: Versenkung von U 238 südwestlich von Irland durch Wasserbomben zusammen mit Magpie und Starling (50 Tote)

Am 20. August 1944 begleitete die Kite die Geleitträger Vindex und Striker, die ihrerseits den Nordmeergeleitzug JW 59 in Richtung nördliches Russland eskortierten. Der Konvoi wurde schließlich von deutschen Flugzeugen in der Barentssee gesichtet. Die alarmierten deutschen U-Boote attackierten den Konvoi, wobei ein U-Boot durch eine von den Geleitträgern aufgestiegene Fairey Swordfish und zwei durch begleitende Zerstörer versenkt wurden.

### Der Verlust derKite
Am 21. August um 6:40 Uhr drosselte die Kite ihre Geschwindigkeit auf sechs Knoten, um ihre Foxer (Störgerate gegen akustische Torpedos), die sie achtern hinter sich herzog, zu entwirren. Die Entscheidung, die Foxer einzuholen anstatt die Kabel zu durchtrennen und sie aufzugeben, wurde von ihrem Kommandanten gefällt, einem ehemaligen U-Boot-Fahrer. Bei dieser niedrigen Geschwindigkeit war die Kite ein leichtes Ziel für die feindlichen U-Boote. Das Schiff wurde an der Steuerbordseite von zwei Torpedos von U 344 getroffen und neigte sich daraufhin zu dieser Seite. Das Heck brach ab, schwamm noch für einige Sekunden und sank, eine Minute bevor der Rest des Schiffes ebenfalls auf der Position 73° 1′ N, 3° 57′ O unterging. Um 7:30 Uhr fand sich die Keppel am Unglücksort ein und nahm Überlebende auf, gedeckt durch die beiden Sloops HMS Peacock und Mermaid. Nur vierzehn der ursprünglich sechzig Überlebenden des Untergangs konnten lebend aus dem eiskalten Wasser gerettet werden, fünf von ihnen starben jedoch noch an Bord an den Folgen der Unterkühlung. Sie wurden später auf See bestattet.
U 344 wurde am nächsten Tag nordwestlich der Bäreninsel durch Wasserbomben eines einzelnen Fairey-Swordfish-Flugzeugs der Vindex versenkt. Der Pilot hieß Gordon Bennett.